# Momrābād
Momrābād (persiska: ممر آباد) är en ort i Iran.   Den ligger i provinsen Khorasan, i den nordöstra delen av landet, 600 km öster om huvudstaden Teheran. Momrābād ligger 1 015 meter över havet och antalet invånare är 942.
Terrängen runt Momrābād är huvudsakligen platt, men norrut är den kuperad.Runt Momrābād är det glesbefolkat, med 19 invånare per kvadratkilometer. Närmaste större samhälle är Kāshmar, 6,2 km öster om Momrābād. Trakten runt Momrābād är ofruktbar med lite eller ingen växtlighet.